# 나마카 (위성)

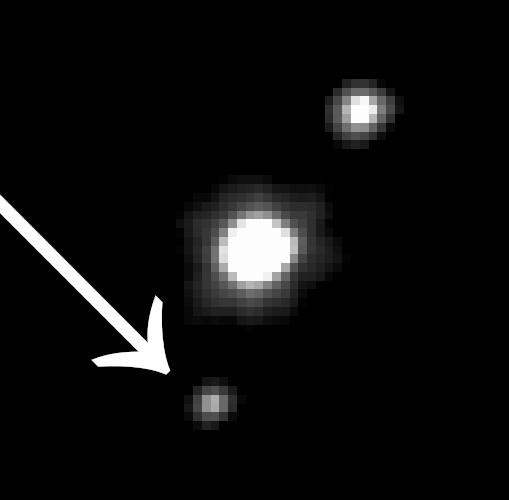
하우메아와 두 위성의. 왼쪽 하단에 있는 위성이 나마카이다.

나마카(Namaka)는 하우메아의 2번째 위성으로 공식 명칭은 Haumea II이고 임시 명칭은 S/2005 (2003 EL61) 2이다. 하와이 신화의 신 하우메아의 딸의 이름을 따서 나마카라 명명되었다.

## 발견
나마카는 2005년 6월 30일에 발견되어 2005년 11월 29일 알려졌다.

## 크기
나마카는 지름이 약 170km이다.